# Gerhard Randa
Gerhard Randa (* 13. September 1944 in Wien) war langjähriger Chef der Bank Austria.

## Leben
Gerhard Randa studierte an der damaligen Hochschule für Welthandel in Wien (heute Wirtschaftsuniversität Wien).
Seit 1967 ist er im Bankenbereich tätig. Zunächst war er Generaldirektor der österreichischen Länderbank, nach deren Fusionierung mit der Zentralsparkasse und Kommerzialbank zur Bank Austria war er dort Generaldirektor-Stellvertreter, und ab 1995 Generaldirektor der Bank Austria.
Seinen größten Überraschungserfolg landete Randa 1997 durch die Übernahme der Staatsanteile der Creditanstalt durch die Bank Austria. Da es sich bei der Bank Austria damals noch um eine Gemeindesparkasse handelte, mit der Stadt Wien als Eigentümer der Anteilsverwaltungssparkasse, dem größten Aktionär des Instituts, wurde diese Übernahme von der nationalen und internationalen Bankszene als Scheinprivatisierung kritisiert, auch im Zusammenhang mit der Haftung der Stadt Wien für das Institut.
Seit dem Fall des Eisernen Vorhangs gab es unter den österreichischen Banken eine Konkurrenz bezüglich der Expansion nach Osteuropa. Das Risiko, das Randa und die Bank-Austria bezüglich Osteuropageschäfte dabei in Kauf nahmen, rächte sich ab dem Jahre 1998 in diesbezüglichen Milliardenverlusten.
Diese Verluste im Auslandsgeschäft konnten im Konzern und in der neugeschaffenen Bank-Austria-Creditanstalt-International (BACAI) nur durch die nachhaltig positiven Ergebnisse aus den übernommenen Assets der Creditanstalt in der BACAI und der Creditanstalt selbst ausgeglichen werden. Die mit der Ausweitung der Aktivitäten im Osteuropageschäft zusammenhängende Mittelaufbringung auf dem Kapitalmarkt hatte schon vorher zu einer Anteilsstruktur geführt, die eine feindliche Übernahme möglich machte. Auf Grund dessen und der nunmehr geschwächten Ertragskraft des größten Bankinstituts Österreichs begann Randa schon 1999 Verhandlungen mit der HypoVereinsbank und anderen möglichen Partnern.
Nach der im Jahr 2000 durchgeführten Fusion der Bank Austria mit der HypoVereinsbank hatte er eine Vorstandsposition in der HVB inne. Die Bank Austria diente in der Folge als Cash Cow der sonst auf Grund von Altlasten ertragsschwachen HypoVereinsbank.
Auf die Vorwürfe, die Bankenlandschaft in Österreich nachhaltig ruiniert zu haben, reagierte Randa einmal mit der Bemerkung, immer nur als Exekutor der Shareholder gehandelt zu haben. Damit meinte er die "Anteilsverwaltung Zentralsparkasse", die im Eigentum der SPÖ-dominierten Stadt Wien stand.
Nach der Übernahme der HVB durch die Unicredit ging Randa in den Vorstand des Magna-Konzerns von Frank Stronach nach Toronto. Er kümmert sich dort um den Bereich Finanzen.
Im April 2012 teilte die Volksbank International AG (VBI) mit, dass Gerhard Randa Mitglied des Aufsichtsrats der VBI wird. Der Name Volksbank International AG wurde später in Sberbank Europe AG geändert. 2016 wechselte er in den Vorstand und wurde dessen Vorsitzender.

## Auszeichnungen
- 1998: Großes Goldenes Ehrenzeichen für Verdienste um die Republik Österreich[5]
- 2005: Komturkreuz des päpstlichen Silvesterordens[6]